# Centuri (entreprise)
Pour la ville française, voir Centuri.
Centuri Inc. est une entreprise américaine, basée à Hialeah en Floride, fondée en 1979, qui exerce son activité dans la distribution de machines et bornes d'arcade, de jeux d'arcade aux États-Unis. Elle a fermé ses portes en 1985.

## Historique
Centuri est né en novembre 1979 à la suite du rachat par l'ancien président de Taito en Amérique du Nord Ed Miller et son associé Bill Olliges, de la société appelée « Allied Leisure, Inc. », rebaptisée « Centuri Inc. ».
Centuri a développé ses propres bornes d'arcade où accueillir ses jeux sous licence Centuri acquis auprès d'entreprise de l'arcade comme SNK, « Amstar Electronics Corp. », Tehkan International Corp. ou Konami.
Centuri fut l'un des six principaux fournisseurs de bornes d'arcades aux États-Unis. Une grande quantité de machines et bornes distribuées aux États-Unis sous le label Centuri ont été homologuées par des fabricants étrangers, notamment Konami. 
Centuri cesse son activité dans le domaine du jeu vidéo en janvier 1985.

## Liste des jeux
Centuri a publiés ces jeux d'arcade aux États-Unis :
- Clay Champ
- Chopper (1974)
- F-114 (1975)
- Firepower Tank Anti Aircraft (1975)
- Bomac (1976)
- Chase (1976)
- Daytona 500 (1976)
- Battle Station (1977)
- Battle Star (1979)
- Lunar Invasion (1979)
- Space Bug (1979)
- Star Shooter (1979)
- Eagle (1980)
- Killer Comet (1980)
- Megatack (1980])
- Phoenix (1980)
- Pleiads (1981)
- Route 16 (1981)
- Round Up (1981)
- The Pit (1981)
- Vanguard (1981)
- Challenger (1981)
- Voyager (1981)
- D-Day (1982)
- Loco-Motion (1982)
- Swimmer (en) (1982)
- Time Pilot (1982)
- Tunnel Hunt (1982)
- Aztarac (1983)
- Gyruss (1983)
- Track and Field (1983)
- Munch Mobile (1983)
- Circus Charlie (1984)
- Hyper Sports (1984)
- Mikie: High School Graffiti (1984)
- Badlands (1984)